# Max Nonne

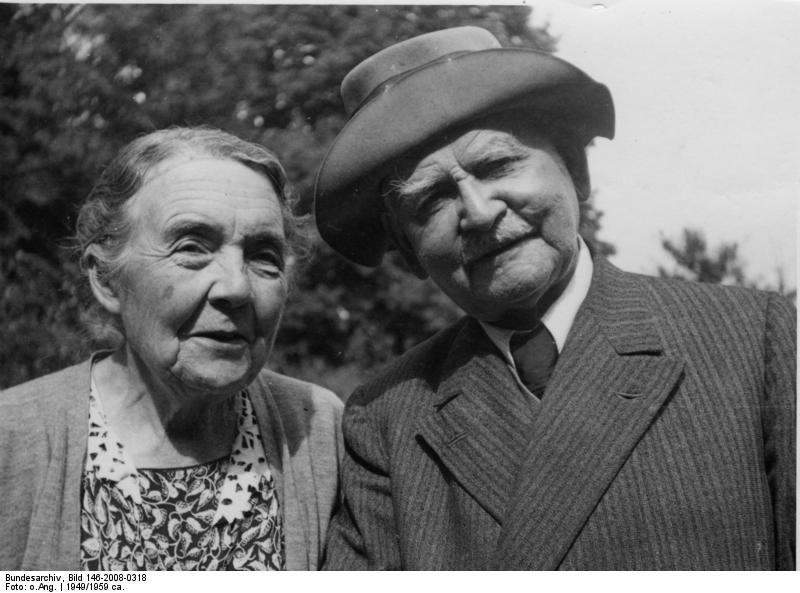
Max und Henny Nonne, 1949

Carl Ludwig Ernst Max Nonne (* 13. Januar 1861 in Hamburg; † 12. August 1959 auf dem Landgut Dwerkaten bei Lütjensee) war ein deutscher Neurologe.

## Leben

### Familie
Max Nonnes Vater Edwin Nonne war Kaufmann und Fabrikant. Mehrere seiner Vorfahren waren Schulmeister gewesen. Ludwig Nonne, der Großvater väterlicherseits, reformierte das Bildungswesen des Herzogtums Sachsen-Meiningen nach den Prinzipien Pestalozzis, richtete ein Lehrerseminar ein und gründete ein „Institut für Töchter gebildeter Stände“.

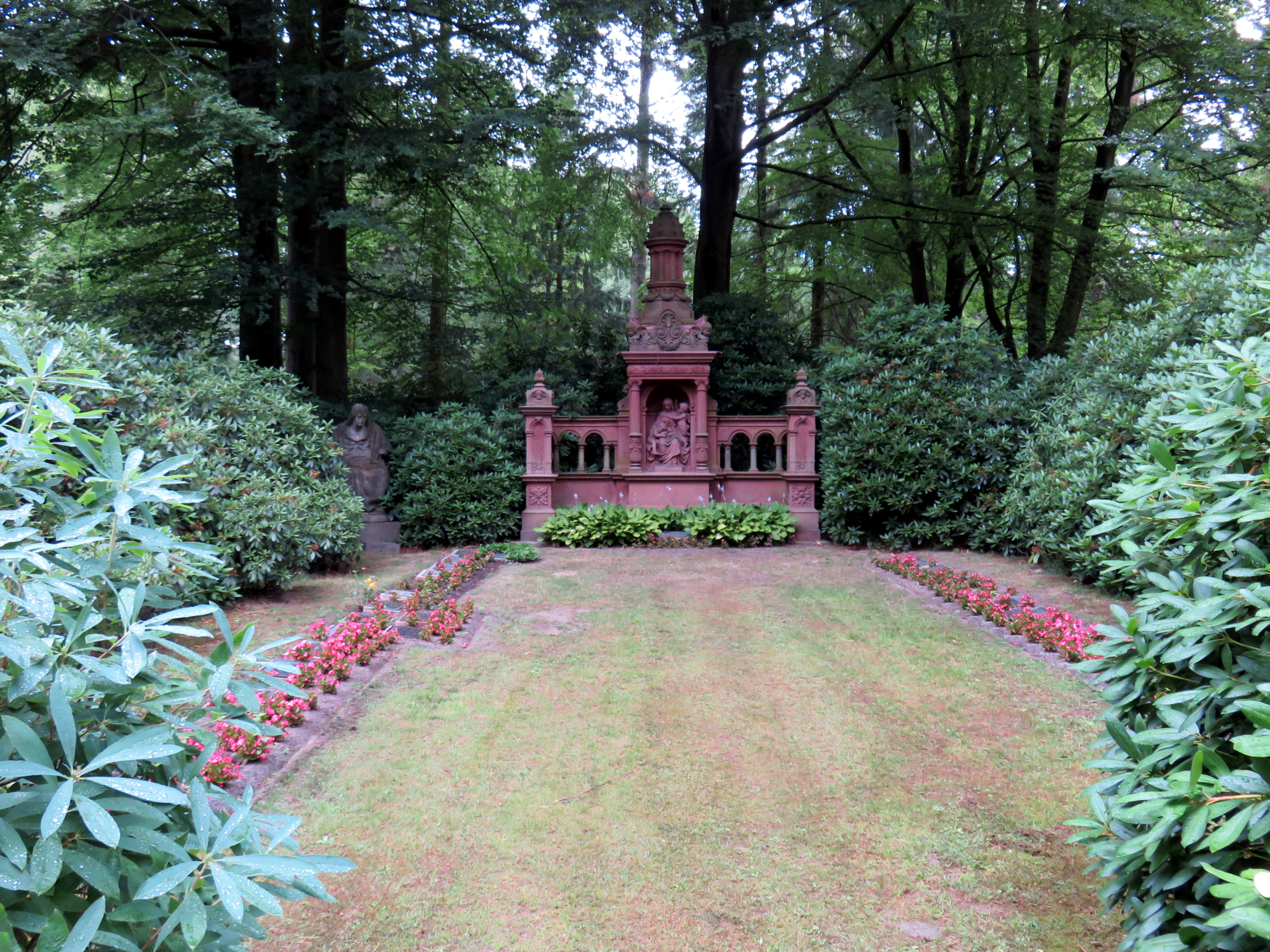
Familiengrabstätte Heye/Nonne auf dem Friedhof Ohlsdorf

Als Kind erlebte Nonne die nationale Begeisterung anlässlich der Gründung des deutschen Kaiserreichs 1871 nach dem Deutsch-Französischen Krieg mit. Er besuchte dann das Johanneum in Hamburg, das sein Großvater mütterlicherseits, Karl Kraft, 33 Jahre lang als Direktor geleitet hatte. Nonne besaß den Ehrgeiz, diese „Gelehrtenschule“ als Primus abzuschließen, was ihm 1879 mit dem besten Abitur des Jahres gelang.
1895 heiratete er Henriette Dorothea „Henny“ Heye, die Tochter eines angesehenen und wohlhabenden Glasfabrikanten, heute Heye International. Aus der Ehe stammen drei Töchter, darunter Martha, die 1924 den späteren Unternehmer und Funktionär der Rüstungs- und Montanindustrie Walter Rohland heiratete. Der einzige Sohn fiel 1918 an der Ostfront.
Auf dem Friedhof Ohlsdorf in Hamburg befindet sich im Planquadrat V 20 (östlich Kapelle 2 an der Nebenallee) die Familiengrabstätte Heye/Nonne, bestehend aus der Grabwand (1893) des deutschen Bildhauers Engelbert Peiffer, der Christusstatue (1919) für Hans Nonne des deutschen Bildhauers Georg Wienbrack (1877–1953) sowie mehreren Kissensteinen.

### Ausbildung und Beruf
Nonne entschloss sich zum Medizinstudium und verbrachte die ersten vier Semester in Heidelberg, wo er auch sein Physikum ablegte. Hier war er Mitglied der Hamburger Gesellschaft. Ab Sommer 1881 studierte er in Freiburg, dann in Berlin und wieder in Heidelberg, wo er sein Staatsexamen ablegte und 1884 mit einer Arbeit Zur Aetiologie der Pfortaderthrombose mit summa cum laude promoviert wurde. Mittlerweile war er Assistent an der Medizinischen Klinik in Heidelberg bei Wilhelm Erb geworden. Nach zweijähriger Assistentenzeit machte er eine wissenschaftliche Besuchsreise nach Frankreich. Er verbrachte sechs Wochen bei Jean-Martin Charcot und besuchte während dieser Zeit auch den Syphilidologen Fourier.
Von 1888 bis 1889 war Nonne zwei Jahre Assistent am Krankenhaus Hamburg-Eppendorf und wurde 1890 zum Chefarzt einer Inneren Abteilung ernannt. 1896 folgte er dem verstorbenen Karl Eisenlohr und wurde Leiter der 2. Inneren Abteilung im Krankenhaus Eppendorf, die später den Namen Neurologische Klinik erhielt. Hier blieb der „Autokrat“ Max Nonne bis zu seiner Emeritierung 1933, die im Rahmen einer nationalsozialistischen „Verjüngung“ des Lehrkörpers erfolgte.

### Nach der Emeritierung
Nonnes Autobiographie erzählt wenig über die Zeit nach der Machtübernahme durch den Nationalsozialismus in Deutschland. Einer seiner Schüler berichtet davon, dass sich Nonne entweder für seine jüdischen Kollegen einsetzte, z. B. für E. Fränkel, oder ihnen eine Stellung im Ausland vermittelte, so beispielsweise Friedrich Wohlwill oder Emden. Andererseits soll er sich nach Kriegsende für Kollegen, die NSDAP-Mitglieder waren, gleichermaßen als Fürsprecher verwendet haben. Im Jahr 1940 wurde er zum Mitglied der Leopoldina gewählt.
Im Gegensatz dazu ist bekannt, dass Nonne sowohl von der Tötung behinderter Kinder in Hamburg wusste als auch in einer Denkschrift 1942 für diese Tötungen im Zusammenhang mit rassenhygienischen Maßnahmen als Gutachter unmissverständlich eintrat:

„Zur Zeit begegnet der Gedanke, durch Freigabe der Vernichtung völlig wertloser geistig Toter eine Entlastung für unsere nationale Überbürdung herbeizuführen, vielerorts noch Widerspruch. (…) Es sollte aber vernünftiger Aufklärung die Aufgabe gestellt werden, die Öffentlichkeit zu der Auffassung heranreifen zu lassen, daß die Beseitigung der geistig völlig Toten kein Verbrechen, keine unmoralische Handlung, keine gefühlsmäßige Roheit, sondern ein erlaubter, nützlicher Akt ist.“

Als Gutachter eines Ermittlungsverfahrens gegen den Pädiater Wilhelm Bayer und den Psychiater Friedrich Knigge bezog er 1946 erneut in diesem Sinne Stellung, reichte seine Denkschrift ein und schrieb dazu:

„In den Fällen des Herrn Dr. Knigge handelt es sich durchgehend um schwere Idioten (…) In den Fällen von Herrn Dr. Bayer war das vorliegende Material genau dasselbe (…) Das sind alles Fälle, für die ich schon seit langen Jahren eine Unterbrechung des Lebens gewünscht hatte.“

## Leistung
Nonnes wissenschaftlich fruchtbarste Periode ist mit seiner Tätigkeit in Eppendorf verbunden. Sein Werk ist bei klinischer Breite mit Ausdehnung auf die gesamte Neurologie durch mehrere Themen geprägt. So entdeckte er eine erbliche Form der Kleinhirnerkrankung (Nonne-Marie-Krankheit). Er vermehrte die Kenntnisse über Multiple Sklerose, über alkoholische Nervenerkrankungen und die peripheren Nervenverletzungen. Er stellte eine Fülle von syphilisbedingten Syndromen des Nervensystems zusammen und sammelte Fälle von dadurch bedingten Hypophysenschädigungen und Kleinwuchs. Einen wesentlichen Fortschritt brachte Nonne in die Diagnostik der syphilitischen Erkrankungen durch die Einführung der Globulinreaktion, die er mit Apelt ausgearbeitet hatte. Des Weiteren prägte er den Begriff des Pseudotumor cerebri für Hirnschwellungszustände mit Stauungspapille, deren Ursache nicht auffindbar ist.
Von 1918 bis 1924 übernahm Nonne die Leitung der Deutschen Gesellschaft für Nervenheilkunde und 1926 die Redaktion der Deutschen Zeitschrift für Nervenheilkunde.
Als Nonne mit 73 Jahren emeritiert wurde, folgte er einer Einladung nach Südafrika, besuchte in weiteren zahlreichen Reisen seine ehemaligen Schüler und ließ sich ihre neuen Forschungsergebnisse zeigen. Noch bis zu seinem 95. Lebensjahr hielt er bei solchen Gelegenheiten auch einzelne öffentliche Vorträge von erstaunlicher Frische und Lebendigkeit. Seinen letzten Vortrag hielt er auf Einladung von Gustav Bodechtel (1899–1983) am 18. Juli 1956 vor der Münchener Klinikerschaft über Wesen und Erscheinungsform der Neurose.

## Ehrungen
- 1920: Erb-Denkmünze für seine Arbeiten zur Syphilis des Nervensystems und zu Kriegsneurosen
- 1941: Goethe-Medaille für Kunst und Wissenschaft anlässlich seines 80. Geburtstags
- 1951: Ehrensenator der Universität Hamburg[9]
- 1953: Paracelsus-Medaille

Max Nonne war Ehrenmitglied von 21 internationalen Neurologischen Gesellschaften und Inhaber der Möbius-Medaille. Nach ihm ist die von 1961 bis 2012 an sechzehn Neurologen verliehene Max-Nonne-Gedenkmünze der Deutschen Gesellschaft für Neurologie benannt.

## Diskussion um den Straßennamen in Hamburg-Langenhorn
Eine Straße im Hamburger Stadtteil Langenhorn war nach ihm benannt.
Im Jahre 2013 fiel die Nähe Max Nonnes zum Nationalsozialismus auf.
Am 13. November 2014 wurde auf der Bezirksversammlung Hamburg-Nord einstimmig der Beschluss gefasst „[…] ein stadtweites Konzept für den Umgang mit Straßenbenennungen nach NS-belasteten Personen zu erarbeiten.“ Der Regionalausschuss Langenhorn-Fuhlsbüttel-Ohlsdorf-Alsterdorf-Groß Borstel wurde damit beauftragt.
Im Regionalausschuss wurde am 20. April 2015 einstimmig ein interfraktioneller Antrag zur Umbenennung der Straßen „Max-Nonne-Straße“ und „Konjetznystraße“ beschlossen. Auf der Sitzung wurden auch zwei Eingaben von Bürgern zur Kenntnis genommen. Es wurden unter anderem als neue Namensgeber die Weiße Rose und Ursula de Boor vorgeschlagen.
2016 wurde die „Max-Nonne-Straße“ in „Ursula-de-Boor-Straße“ umbenannt und die „Konjetznystraße“ in „Annie-Kienast-Straße“.

## Zitat
„Die besten werden geopfert, die körperlich und geistig Minderwertigen, Nutzlosen und Schädlinge werden sorgfältig konserviert, anstatt daß bei dieser günstigen Gelegenheit eine gründliche Katharsis stattgefunden hätte, die zudem durch den Glorienschein des Heldentodes die an der Volkskraft zehrenden Parasiten verklärt hätte.“

## Nonne-Eponyme
- Nonne-Apelt-Reaktion: empfindliche, qualitative Methode zum Nachweis von Globulinen im Liquor cerebrospinalis
- Nonne-Marie-Krankheit: erbliche Erkrankung des Nervensystems mit Ataxie durch kortikale Kleinhirnatrophie
- Nonne-Milroy-Meige-Syndrom: chronisches erbliches Lymphödem der Beine

## Veröffentlichungen (Auswahl)
- Zur Aetiologie der Pfortaderthrombose. In: Deutsches Archiv für klinische Medicin. Band 37, 1885, S. 241–264 (archive.org).
- Vier Fälle von Elephantiasis congenita hereditaria. In: Archiv für pathologische Anatomie und Physiologie und für klinische Medicin. Band 125, Heft 1, Juli 1891, S. 189–196, doi:10.1007/BF01970303.
- zusammen mit Eduard Arning: Weiterer Beitrag zur Klinik und Anatomie der Neuritis leprosa. In: Archiv für pathologische Anatomie und Physiologie und für klinische Medicin. Band 134, Heft 2, November 1893, S. 319–330, doi:10.1007/BF01925072.
- Das Problem der Therapie der syphilogenen Nervenkrankheiten im Lichte der neueren Forschungsergebnisse. In: Münchener medizinische Wochenschrift. Band 62, 1915, S. 296–300.
- Über erfolgreiche Suggestivbehandlung der hysteriformen Störungen bei Kriegsneurosen. In: Zeitschrift für die gesamte Neurologie und Psychiatrie. Band 37, 1917, S. 191–218.
- Anfang und Ziel meines Lebens. Erinnerungen. Christians, Hamburg 1971.